# Ножарова, Надя
Надя Ножарова (болг. Надя Матеева Ножарова; 1916—2014) — болгарская оперетная певица, актриса театра и кино; американская предпринимательница и филантроп; испанская графиня Надя де Наваро Фарбер.

## Биография
Родилась 21 ноября 1916 года в Плевене, Царстве Болгария, в семье торговца электрикой.
В 1934 году окончила Американскую школу девочек в городе Ловеч, приехала в Плевен и поступила в театр оперетты «Ангел Сладкаров», который в это время гастролировал по стране. После распада театральной труппы Сладкарова играла на сценах театров «Одеон», «България» и «Корпоративен театър».
Затем уехала в Германию, где обучалась пению. После возвращения в Болгарию сыграла в фильме «Испытание» режиссёра Хрисана Цанкова (1942 год).
Жила в Монте-Карло, в 1949 году переехала в США, где осталась до своей смерти. Занималась благотворительной деятельностью, помогая многим гуманитарным организациям мира. Сотрудничала с Управлением по вопросам иммиграции в США, участвовала в кампаниях по поддержке евреев-иммигрантов. Помогала Красному Кресту в Монако, американскому госпиталю в Париже и госпиталю «Принцессы Грейс» в Монако, детским домам в Афинах и Венеции. За свою благотворительность была удостоена многочисленные почетные званий и наград.
Умерла Надя Ножарова 18 апреля 2014 года на Лонг-Айленде, Нью-Йорк, США.

## Личная жизнь
Надя Ножарова четырежды была замужем:
- 1936—1940 годы — Ангел Сладкаров[болг.], с которым венчалась в Троянском монастыре и развелась в 1940 году;
- 1940—1949 годы — граф Наварро (ум. 1949), испанский дворянин, работавший дипломатом в Ватикане, приобрела от него титул графини, жила в Монте-Карло;
- 1953—1985 годы — Сид Фарбер (англ. Sid Farber, 1913—1985), американский бизнесмен, девелопер, от которого унаследовала большое состояние[2];
- 1985—2014 годы — Юрий Фарбер (англ. Yuri Farber, род. 1949), американец, племянник предыдущего мужа[3].